# Wole oko

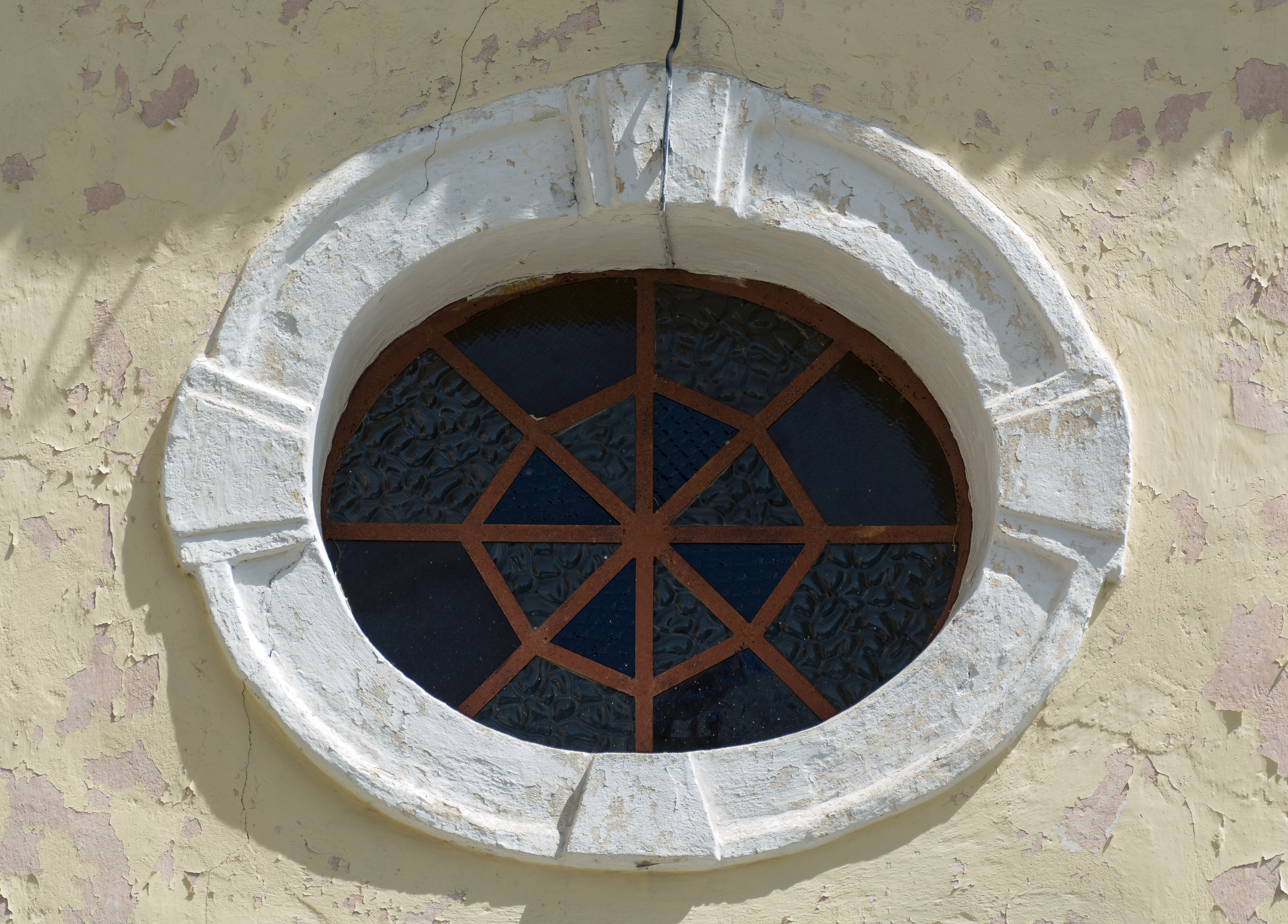
Wole oko w ścianie budynku

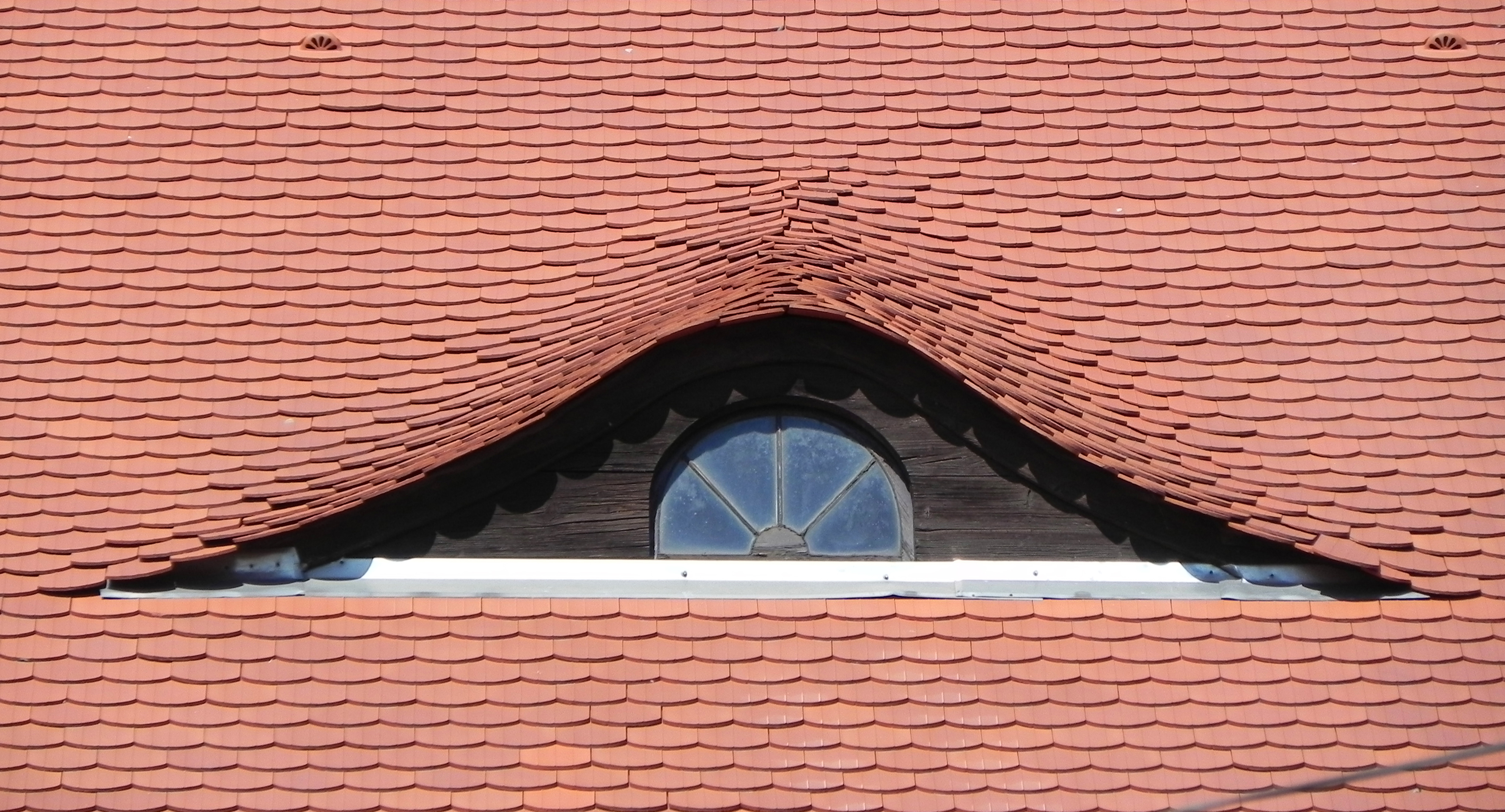
Wole oko w połaci dachu

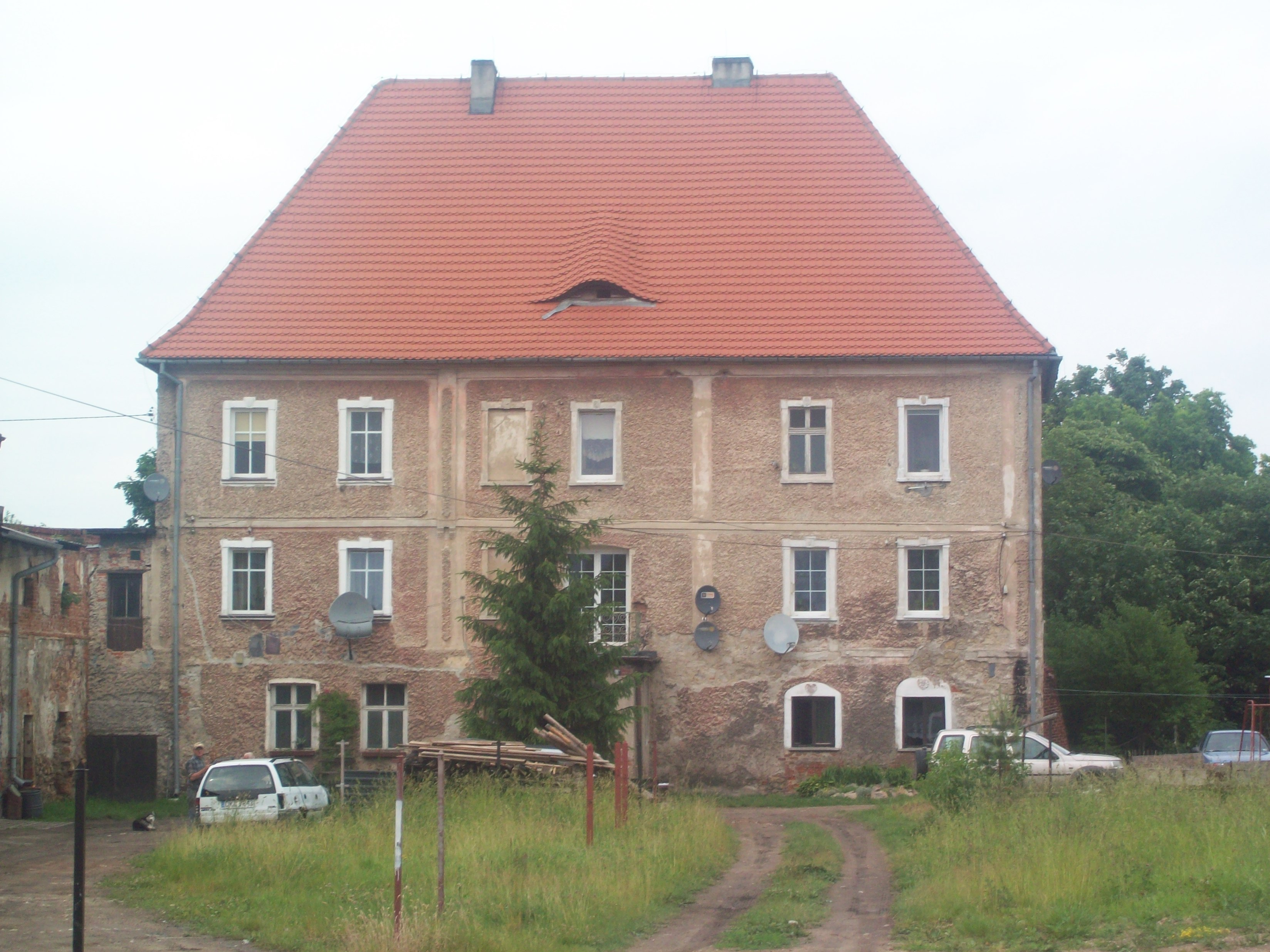
Dwór w Krosnowicach z wolim okiem

Wole oko (fr. œil-de-bœuf) – małe, okrągłe lub owalne okienko, w górnej części kondygnacji, w szczycie budynku, nad drzwiami lub oknami, czasem we wnętrzu. Niekiedy w ozdobnej ramie. Służyło do dodatkowego, czasem pośredniego, oświetlenia pomieszczeń.
Później bardzo popularne było wykonywanie lukarn w kształcie wolego oka. Obecnie nazwą tą określa się specjalną konstrukcję okien umieszczanych w połaci dachu.
W konstrukcji statków i okrętów zostało zaadaptowane jako bulaj (z ang. bull's-eye – oko byka, środek tarczy).